# Romika-Werk – Konfektionsgebäude

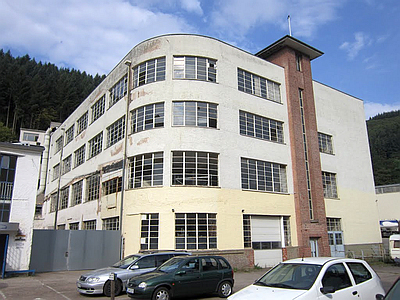
Konfektionsgebäude

Das Konfektionsgebäude des Romika-Werkes ist ein Kulturdenkmal in Gusterath-Tal im Landkreis Trier-Saarburg (Rheinland-Pfalz).
Der viergeschossige Stahlbetonbau mit Flachdach im Stil des Neuen Bauens aus dem Jahre 1929 befindet sich bei der ehemaligen Schuhfabrik Romika im mittleren Ruwertal.
Er wurde errichtet nach Plänen von Karl-Peter Gärtner unter Mitarbeit von Jacob Berns, Köln.
Das Gebäude diente bis 1994 der Konfektion von Schuhen und Stiefeln und liegt im heutigen Gewerbegebiet Gusterath-Tal.
Bilder

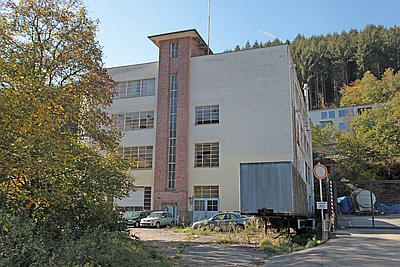
Konfektionsgebäude
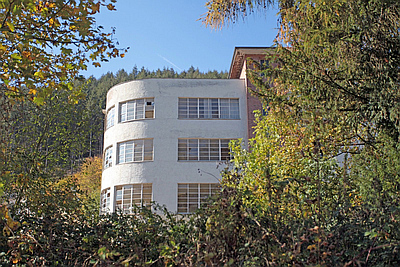
Konfektionsgebäude
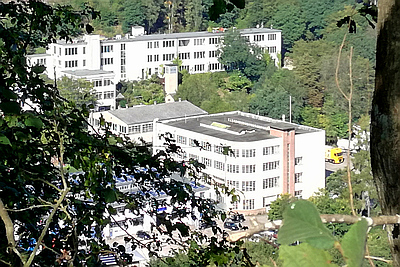
Romikagelände
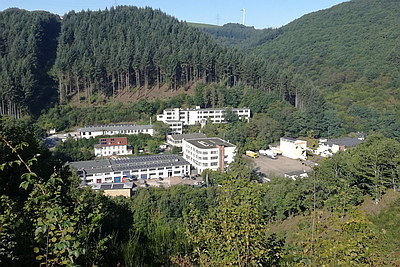
Romikagelände
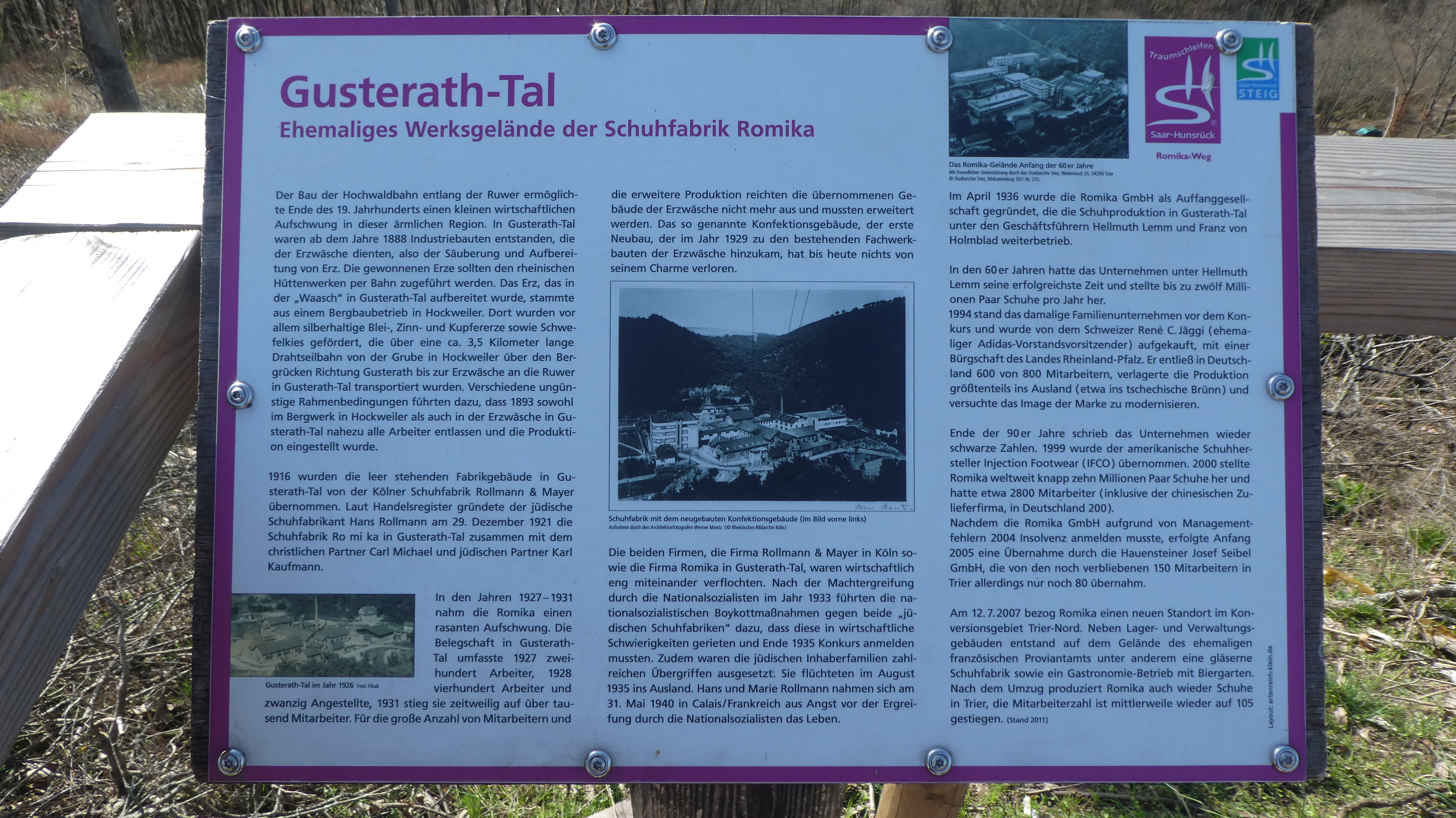
Infotafel am Romika-Weg